# Swartzia trinitensis
Swartzia trinitensis är en ärtväxtart som beskrevs av Ignatz Urban. Swartzia trinitensis ingår i släktet Swartzia och familjen ärtväxter. Inga underarter finns listade i Catalogue of Life.